# Tildyho most
Tildyho most (maďarsky Tildy híd) je silniční most, který se nachází v Maďarsku, v severní části země, ve vesnici Tahitófalu. Spojuje uvedené sídlo s nedalekém Szentenderským ostrovem přes užší rameno veletoku Dunaje. Nachází se na říčním kilometru říčního ramena (nikoliv samotného Dunaje) č. 19,8. Je po něm vedena silnice místního významu.

## Historie
Most zde byl budován v letech 1912 až 1914. Do užívání byl dán týden před vypuknutím první světové války. Pojmenován byl Almásy híd. Za užití mostu se vybíraly peníze. V roce 1944 jej zničila ustupující Wehrmacht. V lednu 1945 zde Rudá armáda zbudovala dočasný most, nicméně ten další zimu poničily ledové kry. Třetí most měl také krátkého trvání a až čtvrtý náročné podmínky ustál. Jeho tvůrci byli inženýři Zoltán Tildy a Ernő Gerő. Nahrazen byl současným, pátým mostem, který byl vybudován o něco severněji a dán do provozu v roce 1978. Je pojmenován podle zmíněného inženýra Tyldyho. V místě původní stavby jsou ponechány malé části konstrukce jako připomínka na něj.
V roce 2000 byl most doplněn sochami na západní straně. Jedná se o stylizované lidské postavy s velkými zvony.